# Stibadium (Romeins meubel)

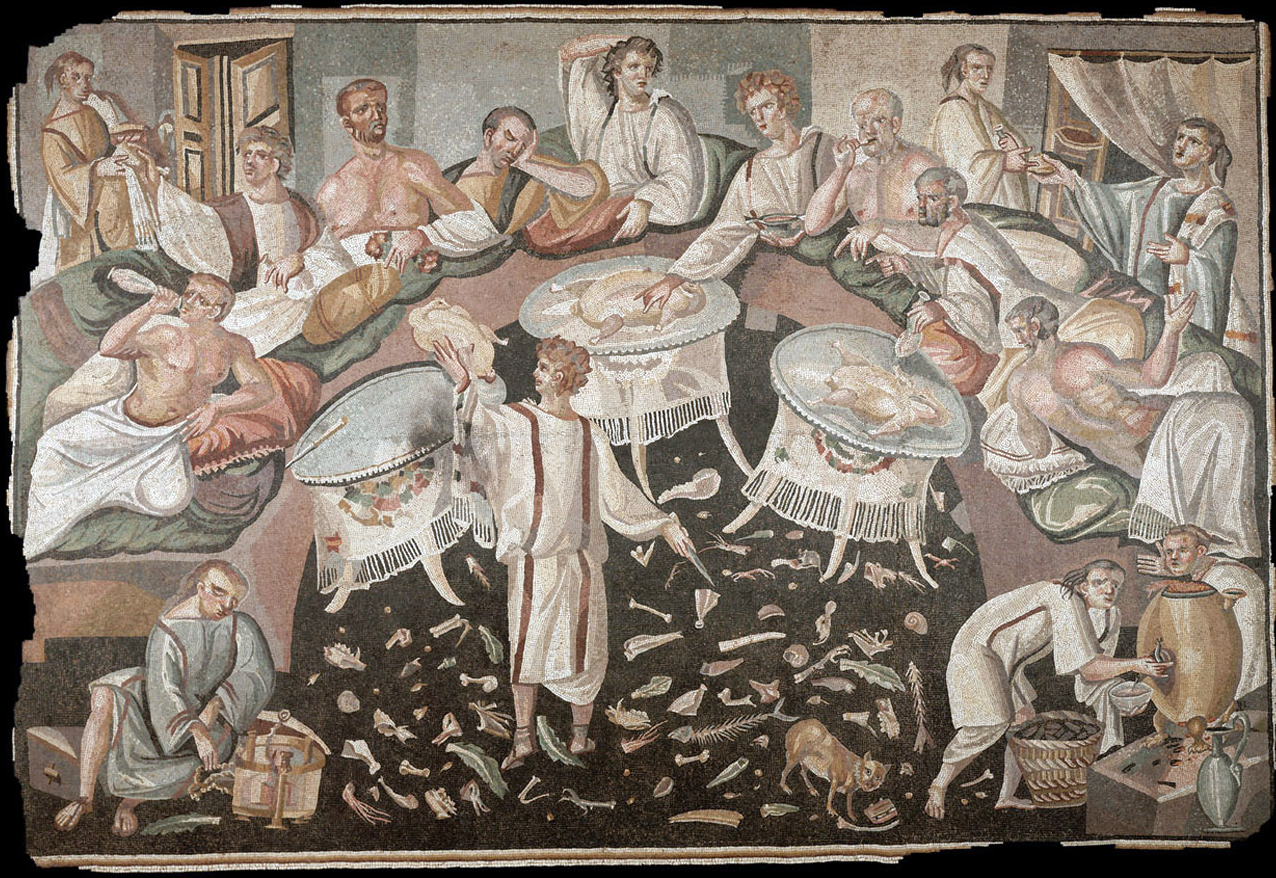
Stibadium op een mozaïek in Chateau de Boudry, 5e eeuw. De vloer is van het type niet-geveegde kamer.

Een stibadium (meervoud: stibadia), ook wel sigma of accubitum, is een halfronde ligbank uit de Romeinse tijd. 
Het stibadium is een latere vorm van de Romeinse lectus triclinaris, de ligstoel die werd gebruikt voor diners in het triclinium. Oorspronkelijk waren de lecti gerangschikt in een groep van drie. Het stibadium was een enkele halfronde bank, geschikt voor een tiental mensen, die de drievoudige groep lecti in de eetkamer verving.

## Etymologie
Het woord stibadium is afkomstig uit het Grieks, στιβαδιον, dat op zijn beurt is afgeleid van η στιβας, dat geplaveide straat betekent.

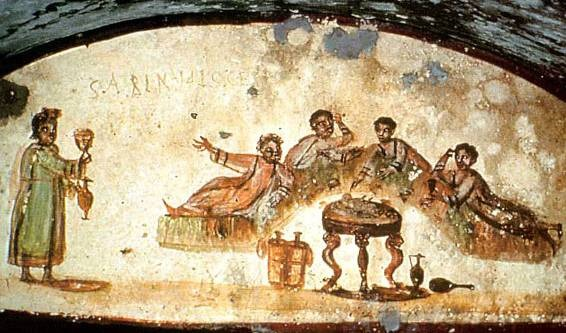
Fresco in de catacomben van Marcellinus en Peter

De aanduiding sigma refereert naar de vorm van de bank. De griekse letter sigma, heeft namelijk een variant die lijkt op de vorm van de bank: de maanvormige С uit het Oost-Griekse alfabet dat is opgenomen in het Romeinse unciaalschrift.

## Schriftelijke bronnen
Bronnen uit de eerste eeuw na Christus vermelden het gebruik van een stibadium voor etentjes buitenshuis. Het meubel voor gebruik binnenshuis verscheen pas eind 2e/begin 3e eeuw na Christus. De vorm van het stibadium was handiger voor het bekijken van entertainment tijdens het diner en ontstond ook omdat de triclinia steeds groter en uitgebreider werden. Vanaf de 4e en 5e eeuw n.Chr. werden stibadia vaker gebruikt dan de lecti. 
De sigma had volgens Martialis (ca. 40 - 104) ruimte voor zes tot zeven gasten , waarbij de einden (cornua) bestemd waren als ereplaatsen. 
Plinius de Jongere (62-113), die bijzonder rijk was, beschrijft het stibadium buiten bij zijn villa in Tuscis als volgt:
Aan het einde van de paardenrenbaan staat een witmarmeren stibadium, overschaduwd door een wijnstok, die op vier groen marmeren pilaren rust. Uit het stibadium stroomt, als het ware naar buiten geduwd door het gewicht van de persoon die erop ligt, water in kleine gootjes. Dat water wordt opgevangen in een uitgeholde steen, vastgehouden in een fijn bewerkt marmeren bassin. De waterstroompjes worden geregeld met een verborgen apparaat zodat het stroomt, maar nooit overloopt. Het bord met voorgerechten en de zware schotels worden op de rand geplaatst, de lichtere gerechten drijven rond in bootjes en op vogels […]. "
De sigma komt ook voor in schriftelijke bronnen uit de 5e eeuw, namelijk in gedichten van Sidoinius Apollinaris en in de beschrijving van een feest met keizer Majorianus

## Archeologische bronnen

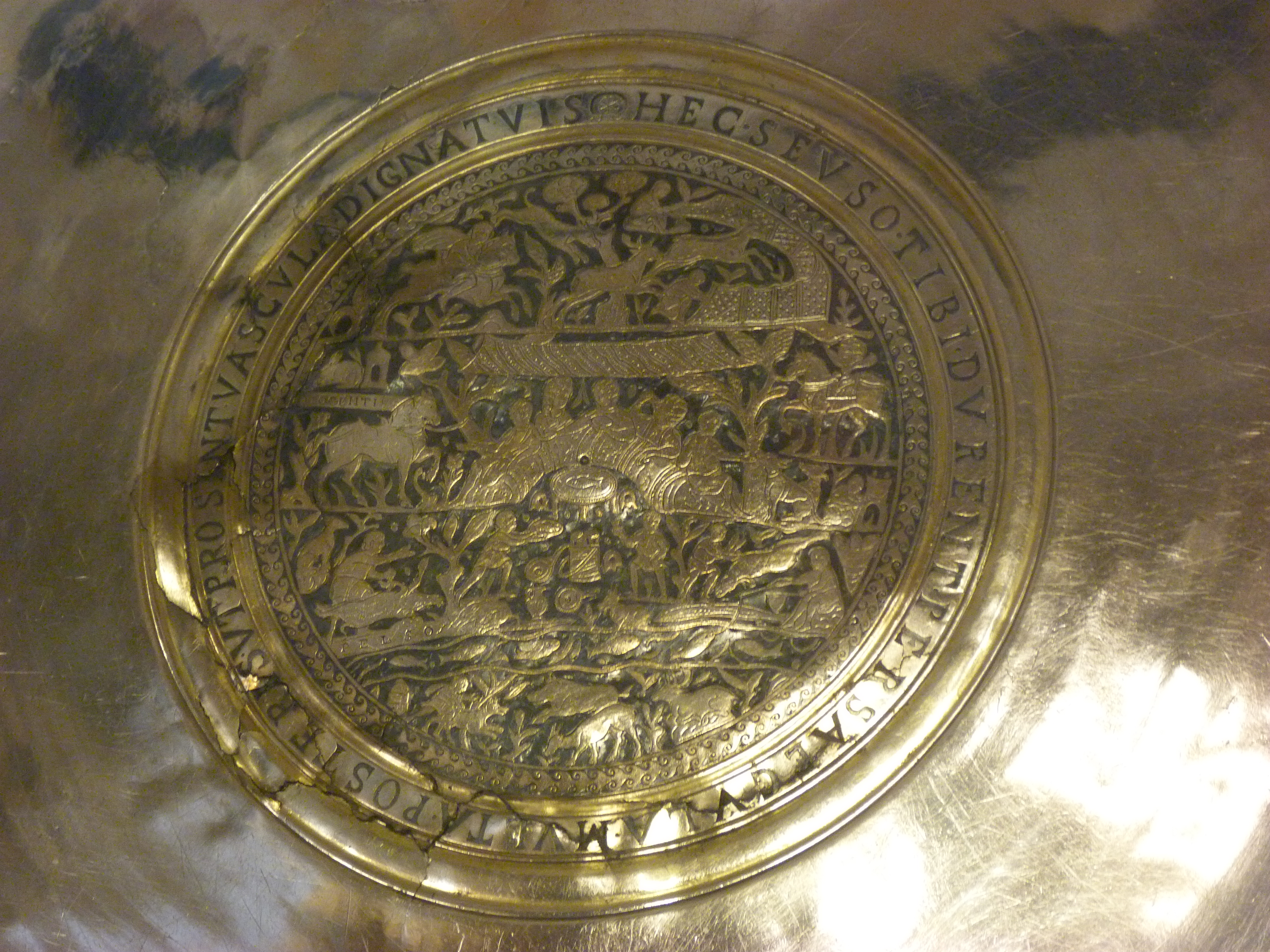
Een detail van het Jagersbord uit de Seusoschat, met de halfronde bank

De halfronde eetbanken zijn in de oudheid op verschillende manieren afgebeeld, bijvoorbeeld op fresco's in catacomben. Ze zijn ook te vinden op laat-Romeinse eetgerei, zoals op een grote zilveren schaal uit de Seusoschat.

## Modernere toepassingen
In de 19e eeuw ontwierpen architecten weelderig versierde stibadia voor grote tuinen om buiten te zitten. Karl Friedrich Schinkel tekende een reconstructie van het stibadium van Plinius. 
Films over oude Romeinse convivia, bijeenkomsten van mannen zoals bij een drinkgelag, laten vaker een stibadium zien in plaats van een lectus.